# 服部武雄
服部武雄（天保3年（1832年）- 慶應3年11月18日（1867年12月13日）），通稱三郎兵衛，日本幕末播州赤穂藩（今 兵庫縣赤穗郡）出身的武士。新選組諸士調役兼監察。
他是新選組隊中劍術、柔道、槍術之能者，隊員之中數一數二而聞名於當時，有服部武雄之劍術超越沖田總司之文獻記錄。
慶應3年（1867年）3月，服部與其他數人隨伊東甲子太郎脫離新選組，加入御陵衛士。同年11月18日，伊東遭到新選組暗殺，前往收屍的御陵衛士也遭到伏擊而死傷大半(油小路事件)。事件中，服部是御陵衛士唯一選擇穿著盔甲之人，並在遇襲後手持雙刀，背靠房屋與多名新選組隊士周旋，最後身受20多創，以大字之姿仰天力竭而亡，被認為是在場御陵衛士中表現最為驍勇者。

## 年表
- 元治元年（1864年）10月 與伊東甲子太郎一同入隊。同年與尾形俊太郎一起編入第五番隊。
- 慶應元年（1865年）春天　被任命為諸士調役兼監察。同時晉升為擊劍師範。
- 慶應元年11月　跟隨近藤勇到長州出差。
- 慶應2年（1866年）9月　三條大橋告密事件中、表現備受注目。
- 慶應3年（1867年）3月　與伊東甲子太郎一起脫離新選組。同時加入御陵衛士。
- 慶應3年11月18日 油小路事件中遭新選組埋伏刺殺。享年36。